# Município de Sherman (condado de Huron, Ohio)
O município de Sherman (em inglês: Sherman Township) é um município localizado no condado de Huron no estado estadounidense de Ohio. No ano de 2010 tinha uma população de 510 habitantes e uma densidade populacional de 7,58 pessoas por km².

## Geografia
O município de Sherman encontra-se localizado nas coordenadas 41° 10′ 38″ N, 82° 47′ 11″ O. Segundo a Departamento do Censo dos Estados Unidos, o município tem uma superfície total de 67.27 km², da qual 67,01 km² correspondem a terra firme e (0,39 %) 0,26 km² é água.

## Demografia
Segundo o censo de 2010, tinha 510 pessoas residindo no município de Sherman. A densidade populacional era de 7,58 hab./km². Dos 510 habitantes, o município de Sherman estava composto pelo 98,04 % brancos, o 0,39 % eram asiáticos, o 0,2 % eram de outras raças e o 1,37 % eram de uma mistura de raças. Do total da população o 0,98 % eram hispanos ou latinos de qualquer raça.